# Lamar (Texas)

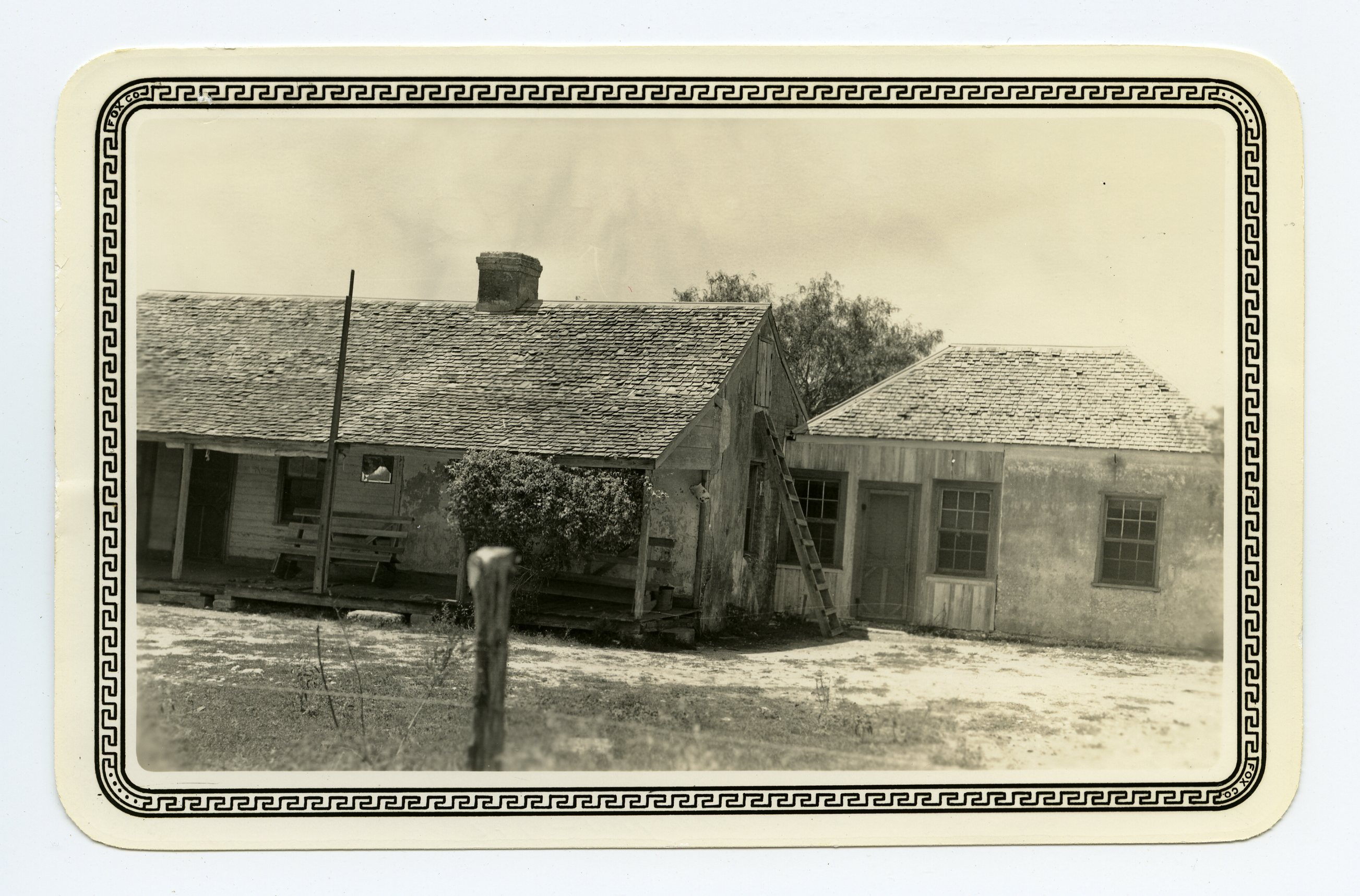
Uma fotografia da pequena comunidade de Lamar (Texas), em 1934.

Lamar é uma pequena comunidade no Condado de Aransas, Texas, dezesseis quilômetros ao norte de Rockport e 65 km ao norte de Corpus Christi. Assim como o (apesar de não ligado) Condado de Lamar, foi nomeado por Mirabeau B. Lamar, segundo o presidente da República do Texas.
Lamar foi fundada em 1839 em Point Lookout, na entrada do canal para a Baía de Copano. O presidente Lamar concordou com o deslocamento da Custom House para lá, e a cidade prosperou como um porto e como um local de extração de sal. Esta prosperidade terminou abruptamente em 11 de Fevereiro de 1864 quando a cidade foi bombardeada e praticamente obliterada pela União Marinha.
Pela maior parte do século 20, a população era inferior a 200, mas com o censo de 2000, foi avaliada em 1600. O cemitério reconstruído de Lamar é um marco histórico do Texas.